# 熊神星
熊神星（204 Kallisto）是第204顆被人類發現的小行星，位于火星和木星之間的小行星帶。它是一顆典型的主帶小行星，體積頗大。它被歸類為S型小行星。如其他同型的小行星，其顔色為淡。
熊神星以希臘神話的女神卡利斯托命名。
| 前一小行星： 小行星203 | 小行星列表 | 後一小行星： 小行星205 |